# Herpetogramma licarsisalis
Herpetogramma licarsisalis is een vlinder uit de familie van de grasmotten (Crambidae), uit de onderfamilie van de Spilomelinae. De wetenschappelijke naam van deze soort is voor het eerst gepubliceerd in 1859 door Francis Walker.
De spanwijdte bedraagt 19 tot 21 millimeter.

## Verspreiding
De soort komt voor in het Verenigd Koninkrijk, Frankrijk, Kroatië, Madeira, Azoren, Portugal, Spanje, Malta, Sardinië, Sicilië, Dodekanesos, Kreta, Cyprus, Turkije, Libanon, Israël, Egypte, Canarische Eilanden, Kaapverdië, Mali, Sierra Leone, Soedan, Ethiopië, Kameroen, Congo-Kinshasa, Kenia, Zimbabwe, Zuid-Afrika, Madagaskar, Réunion, de Seychellen, Chagosarchipel, Sint-Helena, Ascension, Saoedi-Arabië, Verenigde Arabische Emiraten, Jemen, Pakistan, India, Bangladesh, Sri Lanka, Andamanen, China, Korea, Japan, Filipijnen, Thailand, Maleisië, Indonesië (Java en Borneo), Papoea-Nieuw-Guinea, Australië, Nieuw-Zeeland, de Cookeilanden, de Solomonseilanden en Hawaï.

## Waardplanten
De rups leeft op:
- Acanthaceae
  - Acanthus ebracteatus
  - Pseuderanthemum tunicatum
- Amaranthaceae
  - Beta vulgaris
  - Gomphrena globosa
- Fabaceae
  - Senna siamea
- Lamiaceae
  - Pogostemon cablin
- Marattiaceae
  - Angiopteris evecta
- Poaceae
  - Cynodon dactylon
  - Echinochloa hispidula
  - Eleusine indica
  - Hyparrhenia sp.
  - Lolium perenne
  - Oryza sativa
  - Paspalum dilatatum
  - Pennisetum clandestinum
  - Pogostemon cablin
  - Stenotaphrum dimidiatum
  - Zea mays
- Sapindaceae
  - Nephelium lappaceum